# (1024) Hale
(1024) Hale – planetoida z pasa głównego asteroid okrążająca Słońce w ciągu 4 lat i 313 dni w średniej odległości 2,87 au. Została odkryta 2 grudnia 1923 roku w Obserwatorium Yerkes w Williams Bay przez George’a Van Biesbroecka. Nazwa planetoidy pochodzi od George’a Hale’a, amerykańskiego astronoma. Przed jej nadaniem planetoida nosiła oznaczenie tymczasowe (1024) 1923 YO13.